# Shinji Nakano
Shinji Nakano (Osaka, Japón, 1 de abril de 1971) es un expiloto japonés de automovilismo. Disputó un total de 33 Grandes Premios de Fórmula 1 con las escuderías Prost y Minardi, consiguiendo un total de 2 puntos, ambos con la escudería de Alain Prost. Sus performances en este último equipo estuvieron realmente lejos de las de su compañero Olivier Panis quien incluso estuvo a punto de ganar una carrera.
Su primer gran premio fue el Gran Premio de Australia de 1997 y el último fue el Gran Premio de Japón de 1998.
En 2008 participó en las 24 Horas de Le Mans con el equipo español Epsilon Euskadi.

## Resultados

### Fórmula 1
(Clave) (negrita indica pole position) (cursiva indica vuelta rápida)

| Año     | Escudería                  | 1       | 2       | 3       | 4       | 5       | 6       | 7     | 8       | 9       | 10     | 11      | 12      | 13     | 14      | 15      | 16      | 17     | Pos. | Puntos |
| ------- | -------------------------- | ------- | ------- | ------- | ------- | ------- | ------- | ----- | ------- | ------- | ------ | ------- | ------- | ------ | ------- | ------- | ------- | ------ | ---- | ------ |
| 1997    | Prost Gauloises Blondes    | AUS 7   | BRA 14  | ARG Ret | SMR Ret | MON Ret | ESP Ret | CAN 6 | FRA Ret | GBR 11† | GER 7  | HUN 6   | BEL Ret | ITA 11 | AUT Ret | LUX Ret | JPN Ret | EUR 10 | 18.º | 2      |
| 1998    | Fondmetal Minardi Team SpA | AUS Ret | BRA Ret | ARG 13  | SMR Ret | ESP 14  | MON 9   | CAN 7 | FRA 17† | GBR 8   | AUT 11 | GER Ret | HUN 15  | BEL 8  | ITA Ret | LUX 15  | JPN Ret |        | NC   | 0      |
| Fuente: |                            |         |         |         |         |         |         |       |         |         |        |         |         |        |         |         |         |        |      |        |

### Campeonato Mundial de Resistencia de la FIA
(Clave) (negrita indica pole position) (cursiva indica vuelta rápida)

| Año  | Escudería | Clase | Automóvil       | 1   | 2   | 3   | 4   | 5   | 6   | 7   | 8   | 9   | Pos. | Puntos | Ref.  |
| ---- | --------- | ----- | --------------- | --- | --- | --- | --- | --- | --- | --- | --- | --- | ---- | ------ | ----- |
| 2012 | ADR-Delta | LMP2  | Oreca 03-Nissan | SEB | SPA | LMS | SIL | SÃO | BHR | FUJ | SHA |     | 47.º | 4      | [ 2 ] |
| 2012 | ADR-Delta | LMP2  | Oreca 03-Nissan |     |     | 8   |     |     |     |     |     |     | 47.º | 4      | [ 2 ] |
| 2013 | Delta-ADR | LMP2  | Oreca 03-Nissan | SIL | SPA | LMS | SÃO | COA | FUJ | SHA | BHR |     | 26.º | 6      | [ 3 ] |
| 2013 | Delta-ADR | LMP2  | Oreca 03-Nissan |     |     | Ret |     |     | 4   |     |     |     | 26.º | 6      | [ 3 ] |
| 2016 | Manor     | LMP2  | Oreca 05-Nissan | SIL | SPA | LMS | NÜR | MEX | COA | FUJ | SHA | BHR | 32.º | 0.5    | [ 4 ] |
| 2016 | Manor     | LMP2  | Oreca 05-Nissan |     |     | 11  |     |     |     |     |     |     | 32.º | 0.5    | [ 4 ] |